# Ricardo Augusto Rodríguez Álvarez
Ricardo Augusto Rodríguez Álvarez (Lima, Peru, 14 de junho de 1962) é um prelado peruano e bispo auxiliar católico da Arquidiocese de Lima.

## Vida
Ricardo Augusto Rodríguez Álvarez foi ordenado sacerdote em 13 de dezembro de 1987.
Em Santiago do Chile e Bogotá, ele completou estudos de pós-graduação em teologia pastoral com especialização em pastoral juvenil. Foi capelão e pároco em várias paróquias da Arquidiocese de Lima.
Em 13 de abril de 2019, o Papa Francisco o nomeou Bispo Titular de Aeliae e Bispo auxiliar de Lima.
Em 6 de julho de 2019 foi consagrado bispo pelo Arcebispo de Lima, Carlos Castillo Mattasoglio.